# Women’s Twenty20 Asia Cup 2012
Der Women’s Twenty20 Asia Cup 2012 war die fünfte Austragung des Women’s Asia Cups, einem Cricketwettbewerb für asiatische Nationalmannschaften. Diese Ausgabe wurde zwischen dem 24. und 31. Oktober 2012 in China im Twenty20-Format ausgetragen. Im Finale konnte sich Indien mit 18 Runs gegen Pakistan durchsetzen.

## Teilnehmer
Die folgenden Mannschaften nahmen an dem Turnier teil.
| - Bangladesch - China - Hongkong - Indien - Nepal - Pakistan - Sri Lanka - Thailand |

## Austragungsort
Das folgende Stadion wurde für das Turnier als Austragungsort vorgesehen.
| Stadion                                 | Stadt     | Kapazität |
| --------------------------------------- | --------- | --------- |
| Guanggong International Cricket Stadium | Guangzhou | 12.000    |

## Kaderlisten
Die Mannschaften benannten die folgenden Spielerinnen für das Turnier.
| WTwenty20 | WTwenty20 | WTwenty20 | WTwenty20 |
| Bangladesch | China | Hongkong | Indien |
| --- | --- | --- | --- |
| - Salma Khatun (K) - Shukhtara Rahman (VK) - Fargana Hoque - Jahanara Alam - Khadija Tul Kubra - Lata Mondal - Lily Rani Biswas - Nuzhat Tasnia - Panna Ghosh - Ritu Moni - Rumana Ahmed - Sanjida Islam - Shamima Sultana (wk) - Sharmin Akhter - Tazia Akhter | - Wang Meng (K) - Han Lili - Huang Zhuo - Liu Xiaonan - Sun Huan - Sun Meng Yao - Wu Di - Wu Juan - Yang Yu Xuan - Yu Miao - Zhang Mei - Zhao Ning - Zheng Lili - Zhou Haijie - Zou Miao                                            | - Ishitaa Gidwani (K) - Mariko Hill (VK) - Kary Chan - Betty Chan - Charlotte Chan - Annie Ho - Jaswinder Kaur - Amanda Kwok - Emma Lai - Godiva Li - Dominique McCusker - Shanzeen Shahzad - Natural Yip (wk) - Alvina Tam - Yee Shan To                                                                                        | - Mithali Raj (K) - Harmanpreet Kaur (VK) - Ekta Bisht - Archana Das - Jhulan Goswami - Reema Malhotra - Mona Meshram - Sulakshana Naik (wk) - Niranjana Nagarajan - Rasanara Parwin - Anuja Patil - Punam Raut - Amita Sharma - Shubhlakshmi Sharma - Sunitha Anand                                                        |
| Nepal | Pakistan | Sri Lanka | Thailand |
| - Rubina Chhetri (K) - Indu Barma - Mamta Chaudhary - Rashmi Chaulagain - Karuna Bhandari - Sonu Khadka - Sita Rana Magar - Sarita Magar - Mamata Thapa (wk) - Neri Thapa - Neera Rajopadhyay - Rekha Rawal - Bohara Roshani - Sobha Aale - Trishna Singh       | - Sana Mir (K) - Asmavia Iqbal - Batool Fatima (wk) - Bismah Maroof - Javeria Khan - Javeria Rauf - Mariam Hasan - Marina Iqbal - Nahida Khan - Nain Abidi - Nida Dar - Qanita Jalil - Rabiya Shah - Sadia Yousuf - Sumaiya Siddiqi | - Shashikala Siriwardene (K) - Sandamali Dolawatte (VK) - Chamari Athapaththu - Inoka Galagedara - Eshani Kaushalya - Yashoda Mendis - Udeshika Prabodhani - Inoka Ranaweera - Deepika Rasangika - Sharina Ravikumar - Maduri Samuddika - Chamani Seneviratne - Dilani Manodara (wk) - Sripali Weerakkody - Prasadani Weerakkody | - Sornnarin Tippoch (K & wk) - Nattaya Boochatham - Naruemol Chaiwai - Natthakan Chantam - Premwadee Doungsin - Maneewan Jala - Phira-on Khamla - Nantanit Konchan - Siwaporn Kosathong - Suleeporn Laomi - Ratanaporn Padunglerd - Pundarika Prathanmitr - Sirintra Saengsakaorat - Rattana Sangsoma - Chanida Sutthiruang |

## Vorrunde

### Gruppe A
Tabelle
| Gruppe A | Sp. | S | N | NR | P | NRR    |
| -------- | --- | - | - | -- | - | ------ |
| Indien   | 3   | 3 | 0 | 0  | 6 | +3.824 |
| Pakistan | 3   | 2 | 1 | 0  | 4 | +3.906 |
| Thailand | 3   | 1 | 2 | 0  | 2 | –2.767 |
| Hongkong | 3   | 0 | 3 | 0  | 0 | –4.867 |

Spiele
| 24. Oktober Scorecard | Guangzhou | Pakistan 129-7 (20)          | – | Thailand 32 (15.1) |
|                       |           | Pakistan gewinnt mit 97 Runs |   |                    |

Thailand gewann den Münzwurf und entschied sich als Feldmannschaft zu beginnen. Als Spielerin des Spiels wurde Marina Iqbal ausgezeichnet.
| 25. Oktober Scorecard | Guangzhou | Indien 109-4 (20)          | – | Thailand 32 (19.3) |
|                       |           | Indien gewinnt mit 77 Runs |   |                    |

Indien gewann den Münzwurf und entschied sich als Schlagmannschaft zu beginnen. Als Spielerin des Spiels wurde Mithali Raj ausgezeichnet.
| 26. Oktober Scorecard | Guangzhou | Indien 166-3 (20)           | – | Hongkong 24 (16.4) |
|                       |           | Indien gewinnt mit 142 Runs |   |                    |

Indien gewann den Münzwurf und entschied sich als Schlagmannschaft zu beginnen. Als Spielerin des Spiels wurde Harmanpreet Kaur ausgezeichnet.
| 27. Oktober Scorecard | Guangzhou | Pakistan 157-7 (20)           | – | Hongkong 15 (13.1) |
|                       |           | Pakistan gewinnt mit 142 Runs |   |                    |

Pakistan gewann den Münzwurf und entschied sich als Schlagmannschaft zu beginnen. Als Spielerin des Spiels wurde Nida Dar ausgezeichnet.
| 28. Oktober Scorecard | Guangzhou | Pakistan 93 (19.3)           | – | Indien 94-2 (18.3) |
|                       |           | Indien gewinnt mit 8 Wickets |   |                    |

Pakistan gewann den Münzwurf und entschied sich als Schlagmannschaft zu beginnen. Als Spielerin des Spiels wurde Mithali Raj ausgezeichnet.
| 29. Oktober Scorecard | Guangzhou | Thailand 83-9 (20)          | – | Hongkong 75-4 (20) |
|                       |           | Thailand gewinnt mit 8 Runs |   |                    |

Hongkong gewann den Münzwurf und entschied sich als Feldmannschaft zu beginnen. Als Spielerin des Spiels wurde Somnarin Tippoch ausgezeichnet.

### Gruppe B
Tabelle
| Gruppe B    | Sp. | S | N | NR | P | NRR    |
| ----------- | --- | - | - | -- | - | ------ |
| Bangladesch | 3   | 3 | 0 | 0  | 6 | +0.713 |
| Sri Lanka   | 3   | 2 | 1 | 0  | 4 | +1.287 |
| China       | 3   | 1 | 2 | 0  | 2 | –0.244 |
| Nepal       | 3   | 0 | 3 | 0  | 0 | –1.777 |

| 24. Oktober Scorecard | Guangzhou | China 63-6 (20)                   | – | Bangladesch 64-4 (19.1) |
|                       |           | Bangladesch gewinnt mit 6 Wickets |   |                         |

China gewann den Münzwurf und entschied sich als Schlagmannschaft zu beginnen. Als Spielerin des Spiels wurde Salma Khatun ausgezeichnet.
| 25. Oktober Scorecard | Guangzhou | Sri Lanka 78-8 (20)           | – | Nepal 58-9 (20) |
|                       |           | Sri Lanka gewinnt mit 20 Runs |   |                 |

Sri Lanka gewann den Münzwurf und entschied sich als Schlagmannschaft zu beginnen. Als Spielerin des Spiels wurde Shashikala Siriwardene ausgezeichnet.
| 26. Oktober Scorecard | Guangzhou | Nepal 45 (19.3)                   | – | Bangladesch 46-1 (10.3) |
|                       |           | Bangladesch gewinnt mit 9 Wickets |   |                         |

Bangladesch gewann den Münzwurf und entschied sich als Feldmannschaft zu beginnen. Als Spielerin des Spiels wurde Lata Mondal ausgezeichnet.
| 27. Oktober Scorecard | Guangzhou | China 52-9 (20)                 | – | Sri Lanka 54-1 (5.3) |
|                       |           | Sri Lanka gewinnt mit 9 Wickets |   |                      |

Sri Lanka gewann den Münzwurf und entschied sich als Feldmannschaft zu beginnen. Als Spielerin des Spiels wurde Chamari Athapaththu ausgezeichnet.
| 28. Oktober Scorecard | Guangzhou | Bangladesch 62 (18)            | – | Sri Lanka 57 (19.4) |
|                       |           | Bangladesch gewinnt mit 5 Runs |   |                     |

Sri Lanka gewann den Münzwurf und entschied sich als Feldmannschaft zu beginnen. Als Spielerin des Spiels wurde Salma Khatun ausgezeichnet.
| 29. Oktober Scorecard | Guangzhou | China 92-2 (20)           | – | Nepal 47 (19) |
|                       |           | China gewinnt mit 45 Runs |   |               |

Nepal gewann den Münzwurf und entschied sich als Feldmannschaft zu beginnen.

### Halbfinale
| 30. Oktober Scorecard | Guangzhou | Indien   | – | Sri Lanka |
|                       |           | Abgesagt |   |           |

Spiel wurde auf Grund von Regenfällen abgesagt. Indien qualifizierte sich auf Grund der besseren Vorrunden-Position für das Finale.
| 30. Oktober Scorecard | Guangzhou | Bangladesch 82-7 (20)          | – | Pakistan 83-4 (17.4) |
|                       |           | Pakistan gewinnt mit 6 Wickets |   |                      |

Pakistan gewann den Münzwurf und entschied sich als Feldmannschaft zu beginnen. Als Spielerin des Spiels wurde Nida Dar ausgezeichnet.

## Finale
| 31. Oktober Scorecard | Guangzhou | Indien 81 (20)             | – | Pakistan 63 (19.1) |
|                       |           | Indien gewinnt mit 18 Runs |   |                    |

Indien gewann den Münzwurf und entschied sich als Schlagmannschaft zu beginnen. Nachdem die indischen Eröffnungs-Batterinnen früh ausschieden konnten Punam Raut und Harmanpreet Kaur eine Partnerschaft aufbauen. Raut schied nach 25 Runs aus und an der Seite von Kaur folgte Reema Malhotra. Kaur verlor nach 20 Runs ihr Wicket und Malhotra nach 18 Runs. Die weiteren Spielerinnen erhöhten die Vorgabe auf 82 Runs. Beste pakistanische Bowlerin war Sana Mir mit 4 Wickets für 13 Runs. Für Pakistan bildete Eröffnungs-Batterin Bismah Maroof mit der dritten Schlagfrau Sana Mir eine erste Partnerschaft. Mir schied nach 11 Runs aus und Maroof kurz darauf nach 18 Runs. Die hineinkommende Nain Abidi erreichte noch 13 Runs, was jedoch nicht ausreichte, um die Vorgabe einzuholen. Beste indische Bowlerinnen waren Archana Das mit 2 Wickets für 12 Runs und Niranjana Nagarajan mit 2 Wickets für 15 Runs. Als Spielerin des Spiels wurde Poonam Raut ausgezeichnet.